# Dollaro dell'Isola del Principe Edoardo
Il dollaro è stata la valuta dell'Isola del Principe Edoardo al 1871 al 1873. Sostituì la sterlina dell'Isola del Principe Edoardo con un tasso di cambio di 1 sterlina = 4,866 dollari ed era equivalente al dollaro canadese, da cui fu sostituito nel 1873. Il dollaro era suddiviso in 100 cent.

## Monete
Fu battuto solo un tipo di moneta, un pezzo di bronzo da 1 cent emesso il 1871.

## Banconote
Nel 1872 furono emesse banconote del Tesoro nei tagli da 10 e 20 dollari. Lo stesso anno due banche autorizzate all'emissione, la Bank of Prince Edward Island e la Union Bank of Prince Edward Island iniziarono e emettere banconote in dollari nelle  denominazioni da 1, 2, 5, 10 e 20 dollari. Le banche  private conituarono a emettere banconote anche dopo in dollari canadesi, le prime delle quali furono le banconote emesse in precedenza con la sovrastampa "Canadian Currency".